# Cut It Now!
『Cut It Now!』は、RIP SLYMEの3枚目のライブ・ビデオ。2007年5月23日にワーナーミュージック・ジャパンよりリリースされた。

## 概要
ROUGH-CUT FIVE以来約2年ぶりのDVD作品集。2005年後半から2007年初めまでの未公開映像が収録されている。
収録内容は、布袋寅泰とのマッシュアップ企画「FUNKASTIC BATTLE～Rip Slyme vs HOTEI～」やくるりとのコラボ「Juice」「ラヴぃ」、FUMIYAプロデュースの「ブロウ」、さらにVAIOのCMで話題の未発表曲「I・N・G」もいち早く収録され、Liveでは"ROCK IN JAPAN FES'05"から"CHRISTMAS CLASSICS"までの5公演、FUMIYA復活の無料ライブの模様が収録されている。その他にもオリジナル・ショートムービーやPVメイキングにオフショットなども収録されている。

## 収録曲
1. ORIGINAL SHORT MOVIE -DISCOVER Rip Slyme-
2. UNDER THE SUN（MUSIC VIDEOS）
3. ROUGH-CUT FIVE（TV-SPOT）
4. グッジョブ!（TV-SPOT）
5. Hot chocolate ＜from～X'mas DINNER SHOW!?～[VIP'S LIVE]@Zepp Tokyo 2005.12.24＞
6. 楽園ベイベー ＜from～X'mas DINNER SHOW!?～[VIP'S LIVE]@Zepp Tokyo 2005.12.24＞
7. Making of「Hot chocolate」（OTHERS）
8. Hot chocolate（MUSIC VIDEOS）
9. Hot chocolate（TV-SPOT）
10. Making of「FUNKASTIC BATTLE ～RIP SLYME vs HOTEI～」（OTHERS）
11. FUNKASTIC BATTLE ～RIP SLYME vs HOTEI～（MUSIC VIDEOS）
12. Juice(くるりとリップスライム)（MUSIC VIDEOS）
13. ラヴぃ(リップスライムとくるり)（MUSIC VIDEOS）
14. Making of「ラヴぃ」（OTHERS）
15. ラヴぃ(リップスライムとくるり)（TV-SPOT）
16. Hey,Brother ＜from DANCE FLOOR MASSIVE II@Zepp Tokyo 2006.7.12＞
17. ラヴぃ ＜from DANCE FLOOR MASSIVE II@Zepp Tokyo 2006.7.12＞
18. JOINT ＜from DANCE FLOOR MASSIVE II@Zepp Tokyo 2006.7.12＞
19. Making of「ブロウ」（OTHERS）
20. ブロウ（MUSIC VIDEOS）
21. ブロウ（TV-SPOT）
22. EPOCH（TV-SPOT）
23. 無料武道館ライブII～from R～@日本武道館 2006.12.21 LIVEオフ・ショット（OTHERS）
24. パーリーピーポー(Hosted by VERBAL) ＜from 無料武道館ライブII～from R～@日本武道館 2006.12.21＞
25. レッツゴー7～8匹(feat.スチャダラパー) ＜from 無料武道館ライブII～from R～@日本武道館 2006.12.21＞
26. FUNKASTIC ～ちょいバトル～ ＜from CHRISTMAS CLASSICS(with 弦一徹 Strings)@恵比寿 The Garden Hall 2006.12.25＞
27. Wonderful ＜from CHRISTMAS CLASSICS(with 弦一徹 Strings)@恵比寿 The Garden Hall 2006.12.25＞
28. Making of「I・N・G」（OTHERS）
29. I・N・G（MUSIC VIDEOS）